# Liste des chefs du gouvernement du Liechtenstein
Cet article dresse la liste des chefs de gouvernement de la principauté de Liechtenstein depuis la création du poste par la Constitution de 1921.

## Liste des chefs du gouvernement
| N° | Portrait                       | Titulaire (Naissance-mort)                 | Élection                      | Mandat           | Mandat           | Mandat                      | Parti politique                | Parti politique | Monarque (règne)           |
| N° | Portrait                       | Titulaire (Naissance-mort)                 | Élection                      | Début            | Fin              | Durée                       | Parti politique                | Parti politique | Monarque (règne)           |
| -- | ------------------------------ | ------------------------------------------ | ----------------------------- | ---------------- | ---------------- | --------------------------- | ------------------------------ | --------------- | -------------------------- |
| 1  | Josef Ospelt                   | Josef Ospelt (1881-1962)                   | —                             | 5 octobre 1921   | 4 mai 1922       | 6 mois et 29 jours          |                                | FBP             | Jean II (1858-1929)        |
| —  | Alfons Feger                   | Alfons Feger (1856-1933)                   | intérim                       | 4 mai 1922       | 1er juin 1922    | 28 jours                    |                                | VP              | Jean II (1858-1929)        |
| —  | Felix Gubelmann                | Felix Gubelmann (1880-1929)                | intérim                       | 1er juin 1922    | 6 juin 1922      | 5 jours                     |                                | FBP             | Jean II (1858-1929)        |
| 2  | Gustav Schädler                | Gustav Schädler (1883-1961)                | 1922 01/1926 04/1926          | 6 juin 1922      | 24 juin 1928     | 6 ans et 18 jours           |                                | VP              | Jean II (1858-1929)        |
| —  | Prince Alfred de Liechtenstein | Prince Alfred de Liechtenstein (1875-1930) | intérim                       | 24 juin 1928     | 4 août 1928      | 1 mois et 11 jours          |                                | Indépendant     | Jean II (1858-1929)        |
| 3  | Josef Hoop                     | Josef Hoop (1895-1959)                     | 1928 1930 1932 1936 1939 1945 | 4 août 1928      | 3 septembre 1945 | 17 ans et 30 jours          |                                | FBP             | François Ier (1929-1938)   |
| 3  | Josef Hoop                     | Josef Hoop (1895-1959)                     | 1928 1930 1932 1936 1939 1945 | 4 août 1928      | 3 septembre 1945 | 17 ans et 30 jours          | François-Joseph II (1938-1989) | FBP             |                            |
| 4  | Alexander Frick                | Alexander Frick (1910-1991)                | 1949 1953 1957 1958 1962      | 3 septembre 1945 | 16 juillet 1962  | 16 ans, 10 mois et 13 jours |                                | FBP             |                            |
| 5  | Gerard Batliner                | Gerard Batliner (1928-2008)                | 1966                          | 16 juillet 1962  | 18 mars 1970     | 7 ans, 8 mois et 2 jours    |                                | FBP             |                            |
| 6  | Alfred Hilbe                   | Alfred Hilbe (1928-2011)                   | 1970                          | 18 mars 1970     | 27 mars 1974     | 4 ans et 9 jours            |                                | VU              |                            |
| 7  | Walter Kieber                  | Walter Kieber (1931-2014)                  | 1974                          | 27 mars 1974     | 26 avril 1978    | 4 ans et 30 jours           |                                | FBP             |                            |
| 8  | Hans Brunhart                  | Hans Brunhart (né en 1945)                 | 1978 1982 1986 1989           | 26 avril 1978    | 26 mai 1993      | 15 ans et 1 mois            |                                | VU              |                            |
| 9  | Markus Büchel                  | Markus Büchel (1959-2013)                  | 02/1993                       | 26 mai 1993      | 15 décembre 1993 | 6 mois et 19 jours          |                                | FBP             | Hans-Adam II (depuis 1989) |
| 10 | Mario Frick                    | Mario Frick (né en 1965)                   | 10/1993 1997                  | 15 décembre 1993 | 5 avril 2001     | 7 ans, 3 mois et 21 jours   |                                | VU              | Hans-Adam II (depuis 1989) |
| 11 | Otmar Hasler                   | Otmar Hasler (né en 1953)                  | 2001 2005                     | 5 avril 2001     | 25 mars 2009     | 7 ans, 11 mois et 20 jours  |                                | FBP             | Hans-Adam II (depuis 1989) |
| 12 | Klaus Tschütscher              | Klaus Tschütscher (né en 1967)             | 2009                          | 25 mars 2009     | 27 mars 2013     | 4 ans et 2 jours            |                                | VU              | Hans-Adam II (depuis 1989) |
| 13 | Adrian Hasler                  | Adrian Hasler (né en 1964)                 | 2013 2017                     | 27 mars 2013     | 25 mars 2021     | 7 ans, 11 mois et 26 jours  |                                | FBP             | Hans-Adam II (depuis 1989) |
| 14 | Daniel Risch                   | Daniel Risch (né en 1978)                  | 2021                          | 25 mars 2021     | 10 avril 2025    | 4 ans et 16 jours           |                                | VU              | Hans-Adam II (depuis 1989) |
| 15 | Brigitte Haas                  | Brigitte Haas (née en 1964)                | 2025                          | 10 avril 2025    | en cours         | 13 jours                    |                                | VU              | Hans-Adam II (depuis 1989) |